# Liste der Orte im Landkreis Kronach
Die Liste der Orte im Landkreis Kronach listet die 349 amtlich benannten Gemeindeteile (Hauptorte, Kirchdörfer, Pfarrdörfer, Dörfer, Weiler und Einöden) im Landkreis Kronach auf.

## Systematische Liste
Städte und Gemeinden mit den zugehörigen Orten in alphabetischer Reihenfolge:
- Stadt Kronach mit 67 Gemeindeteilen:
  - Hauptort Kronach
  - Pfarrdörfer Fischbach, Friesen, Gehülz, Glosberg und Neuses
  - Kirchdörfer Höfles und Ziegelerden
  - Dörfer Blumau, Dennig, Dobersgrund, Dörfles, Giessübel, Gundelsdorf, Hinterstöcken, Horlachen, Judengraben, Kestel, Knellendorf, Planersgut, Ruppen, Seelabach, Seelach, Staibra, Vogtendorf, Wötzelsdorf und Wüstbuch
  - Orte Rosenberg und Unterbreitenloh
  - Weiler Allern, Bürg, Dennach, Dobrach, Mostrach, Rennesberg, Rotschreuth, Rottelsdorf, Stüben, Tauschendorf, Unterbreitenloh, Vorderstöcken und Zollscheer
  - Einöden Bernsroth, Biegenmühle, Bierberg, Birkach, Detschramühle, Fröschbrunn, Gänsmühle, Grundmühle, Grünlinden, Kathragrub, Kleienmühle, Krugsberg, Kuhberg, Letzenberg, Letzenhof, Neusesermühle, Poppenhof, Rosenhain, Rosenhof, Rußmühle, Stressenberg, Stressenleithe, Trebesgrund, Vonz und Zollschneidmühle

- Markt Küps mit 29 Gemeindeteilen:
  - Hauptort Küps
  - Pfarrdörfer Burkersdorf, Schmölz und Theisenort
  - Kirchdörfer Hain und Johannisthal
  - Dörfer Au, Hummenberg, Nagel, Oberlangenstadt, Schafhaus, Tiefenklein und Tüschnitz
  - Weiler Köhlersloh, Reinertshaus, Rödern und Weides
  - Einöden Emmersheim, Gypsmühle, Hall, Hinterloh, Kachelmannsberg, Krienesschneidmühle, Lerchenhof, Löhlein, Oberberg, Schafhof, Unterberg und Wachholder

- Stadt Ludwigsstadt mit 21 Gemeindeteilen:
  - Hauptort Ludwigsstadt
  - Pfarrdörfer Ebersdorf, Lauenstein und Steinbach an der Haide
  - Kirchdorf Lauenhain
  - Dörfer Ebene, Oberneuhüttendorf, Ottendorf und Springelhof
  - Weiler Am Purbach, Leinenmühle, Spitzberg, Thünahof und Unterneuhüttendorf
  - Einöden Falkenstein, Fischbachsmühle, Katzwich, Steinbachsgrund, Steinbachsmühle und Ziegelhütte
  - Das Forsthaus Waidmannsheil

- Markt Marktrodach mit 19 Gemeindeteilen:
  - Ehemaliger Markt Seibelsdorf
  - Pfarrdörfer Unterrodach und Zeyern
  - Kirchdorf Oberrodach
  - Dörfer Großvichtach, Kleinvichtach, Waldbuch und Wurbach
  - Weiler Mittelberg
  - Einöden Buchschneidmühle, Ebersmühle, Erlabrück, Kreuzberg, Kreuzmühle, Neuschneidmühle, Oberrodacher Mühle, Vogtsmühle, Wichenmühle, Wöhrleinschneidmühle und Zigeunerschneidmühle

- Der Markt Mitwitz mit 27 Gemeindeteilen:
  - Hauptort Mitwitz
  - Dörfer Bächlein, Burgstall, Hof an der Steinach, Horb an der Steinach, Kaltenbrunn, Leutendorf, Neundorf, Schwärzdorf und Steinach an der Steinach
  - Weiler Häusles, Lochleithen, Neubau, Schnitzerswustung und Veitenwustung
  - Einöden Angerwustung, Bätzenwustung, Bohlswustung, Dickenwustung, Froschgrün, Haderleinswustung, Hüttenwustung, Krötendorfswustung, Reuterwustung, Rotberg, Schaumbergswustung und Wolfsberg

- Markt Nordhalben mit 13 Gemeindeteilen:
  - Hauptort Nordhalben
  - Pfarrdorf Heinersberg
  - Weiler Buckenreuth, Ködelberg, Neumühle, Stengelshof, Stoffelsmühle, Thomasmühle und Wetthof
  - Einöden Grund, Regberg und Rüblesgrund
  - Bahnhof Mauthaus

- Markt Pressig mit 14 Gemeindeteilen:
  - Hauptort Pressig
  - Ehemaliger Markt Rothenkirchen
  - Pfarrdörfer Marienroth und Posseck in Bayern
  - Kirchdörfer Förtschendorf und Welitsch
  - Dörfer Brauersdorf, Eila, Friedersdorf und Grössau
  - Einöden Friedersdorfermühle, Haidelsmühle, Hessenmühle und Obere Mühle

- Gemeinde Reichenbach mit dem gleichnamigen Pfarrdorf

- Gemeinde Schneckenlohe mit 4 Gemeindeteilen:
  - Dörfer Beikheim, Mödlitz, Neubrand und Schneckenlohe

- Gemeinde Steinbach am Wald mit 9 Gemeindeteilen:
  - Pfarrdörfer Buchbach, Steinbach a.Wald und Windheim
  - Kirchdörfer Hirschfeld und Kehlbach
  - Einöden Aumühle, Berghof, Kohlmühle und Steinbachermühle

- Markt Steinwiesen mit 21 Gemeindeteilen:
  - Hauptort Steinwiesen
  - Pfarrdörfer Birnbaum, Neufang und Nurn
  - Dörfer Berglesdorf und Schlegelshaid
  - Weiler Eisenhammer, Leitsch, Remitzhof, Rieblich und Tempenberg
  - Einöden Erlabrück, Hubertushöhe, Klingersmühle, Kochsmühle, Kübelberg, Leitschenstein, Löfflersmühle, Schnabrichsmühle, Schwarzmühle und Teichmühle

- Gemeinde Stockheim mit 11 Gemeindeteilen:
  - Pfarrdörfer Burggrub, Neukenroth und Stockheim
  - Kirchdörfer Haig, Haßlach bei Kronach und Reitsch
  - Dörfer Mostholz und Wolfersdorf
  - Weiler Büttnerszeche
  - Einöden Rittersmühle und Traindorf

- Markt Tettau mit 8 Gemeindeteilen:
  - Hauptort Tettau
  - Pfarrdörfer Kleintettau und Langenau
  - Dörfer Alexanderhütte, Sattelgrund und Schauberg
  - Weiler Sattelgrund
  - Einöde Wildberg

- Stadt Teuschnitz mit 11 Gemeindeteilen:
  - Hauptort Teuschnitz
  - Stadtteile Haßlach, Rappoltengrün und Wickendorf
  - Einöden Bastelsmühle, Finkenmühle, Kremnitzmühle, Rauschenberg, Rauschenhof, Wiesenmühle und Wolfenhof

- Gemeinde Tschirn mit 2 Gemeindeteilen:
  - Pfarrdorf Tschirn
  - Einöde Dobermühle

- Stadt Wallenfels mit 23 Gemeindeteilen:
  - Hauptort Wallenfels
  - Kirchdörfer Neuengrün, Schnaid (mittlere) und Wolfersgrün
  - Dörfer Schnaid (hintere), Schnaid (vordere) und Schnappenhammer
  - Siedlung Wellesbach
  - Weiler Berghaus, Dörnach, Geuser, Kleinthiemitz, Schindelthal, Unterwellesmühle und Wellesberg
  - Die Einöden Forstloh, Hammer, Neumühle, Oberwellesmühle, Schmölz, Stumpfenschneidmühle, Thiemitz und Voglerei

- Gemeinde Weißenbrunn mit 29 Gemeindeteilen:
  - Pfarrdorf Weißenbrunn
  - Kirchdörfer Gössersdorf und Hummendorf
  - Dörfer Eichenbühl, Friedrichsburg, Grün, Neuenreuth, Reuth, Schleyreuth, Thonberg und Wildenberg
  - Weiler Sachspfeife und Schlottermühle
  - Einöden Böhlbach, Buch, Flöhberg, Hohenwart, Holzhaus, Kaltbuch, Neutennig, Obertennig, Plösenthal, Rangen, Rucksgaße, Rucksmühle, Schaufel, Sorg, Untertennig und Wustung

- Gemeinde Wilhelmsthal mit 40 Gemeindeteilen:
  - Pfarrdörfer Lahm, Steinberg und Wilhelmsthal
  - Kirchdörfer Effelter und Gifting
  - Dörfer Eibenberg, Eichenbühl, Eichenleithen, Grümpel , Grümpel, Hesselbach, Kämmerlein, Neuenbach, Remschlitz, Roßlach, Schäferei und Tiefenbach
  - Weiler Geschwend, Gries, Kotschersgrund, Ludwigsland, Roßlach, Trebes, Trebesberg und Winterleithen
  - Ort Finkenflug
  - Einöden Bärengrund, Bug, Eichelberg, Fehnenschneidmühle, Felsmühle, Hühnerleithe, Kugelmühle, Obergrümpelmühle, Redwitzerhöh, Sattelmühle, Schafhut, Steingraben und Untergrümpelmühle
  - Jugendherberge Effeltermühle.

## Alphabetische Liste
In Fettschrift erscheinen die Orte, die namengebend für die Gemeinde sind.

### A
- Alexanderhütte zu Tettau
- Allern zu Kronach
- Am Purbach zu Ludwigsstadt
- Angerwustung zu Mitwitz
- Au zu Küps
- Aumühle zu Steinbach a.Wald

### B
- Bächlein zu Mitwitz
- Bärengrund zu Wilhelmsthal
- Bastelsmühle zu Teuschnitz
- Bätzenwustung zu Mitwitz
- Beikheim zu Schneckenlohe
- Berghaus zu Wallenfels
- Berghof zu Steinbach a.Wald
- Berglesdorf zu Steinwiesen
- Bernsroth zu Kronach
- Biegenmühle zu Kronach
- Bierberg zu Kronach
- Birkach zu Kronach
- Birnbaum zu Steinwiesen
- Blumau zu Kronach
- Böhlbach zu Weißenbrunn
- Bohlswustung zu Mitwitz
- Brauersdorf zu Pressig
- Buch zu Weißenbrunn
- Buchbach zu Steinbach a.Wald
- Buchschneidmühle zu Marktrodach
- Buckenreuth zu Nordhalben
- Bug zu Wilhelmsthal
- Bürg zu Kronach
- Burggrub zu Stockheim
- Burgstall zu Mitwitz
- Burkersdorf zu Küps
- Büttnerszeche zu Stockheim

### D
- Dennach zu Kronach
- Dennig zu Kronach
- Detschramühle zu Kronach
- Dickenwustung zu Mitwitz
- Dobermühle zu Tschirn
- Dobersgrund zu Kronach
- Dobrach zu Kronach
- Dörfles zu Kronach
- Dörnach zu Wallenfels

### E
- Ebene zu Ludwigsstadt
- Ebersdorf zu Ludwigsstadt
- Ebersmühle zu Marktrodach
- Effelter zu Wilhelmsthal
- Effeltermühle zu Wilhelmsthal
- Eibenberg zu Wilhelmsthal
- Eichelberg zu Wilhelmsthal
- Eichenbühl zu Weißenbrunn
- Eichenbühl zu Wilhelmsthal
- Eichenleithen zu Wilhelmsthal
- Eila zu Pressig
- Eisenhammer zu Steinwiesen
- Emmersheim zu Küps
- Erlabrück zu Marktrodach
- Erlabrück zu Steinwiesen

### F
- Falkenstein zu Ludwigsstadt
- Fehnenschneidmühle zu Wilhelmsthal
- Felsmühle zu Wilhelmsthal
- Finkenflug zu Wilhelmsthal
- Finkenmühle zu Teuschnitz
- Fischbach zu Kronach
- Fischbachsmühle zu Ludwigsstadt
- Flöhberg zu Weißenbrunn
- Forstloh zu Wallenfels
- Förtschendorf zu Pressig
- Friedersdorf zu Pressig
- Friedersdorfermühle zu Pressig
- Friedrichsburg zu Weißenbrunn
- Friesen zu Kronach
- Fröschbrunn zu Kronach
- Froschgrün zu Mitwitz

### G
- Gänsmühle zu Kronach
- Gehülz zu Kronach
- Geschwend zu Wilhelmsthal
- Geuser zu Wallenfels
- Giessübel zu Kronach
- Gifting zu Wilhelmsthal
- Glosberg zu Kronach
- Gössersdorf zu Weißenbrunn
- Gries zu Wilhelmsthal
- Grössau zu Pressig
- Großvichtach zu Marktrodach
- Grümpel zu Wilhelmsthal
- Grümpel zu Wilhelmsthal
- Grün zu Weißenbrunn
- Grund zu Nordhalben
- Grundmühle zu Kronach
- Grünlinden zu Kronach
- Gundelsdorf zu Kronach
- Gypsmühle zu Küps

### H
- Haderleinswustung zu Mitwitz
- Haidelsmühle zu Pressig
- Haig zu Stockheim
- Hain zu Küps
- Hall zu Küps
- Hammer zu Wallenfels
- Haßlach zu Teuschnitz
- Haßlach bei Kronach zu Stockheim
- Häusles zu Mitwitz
- Heinersberg zu Nordhalben
- Hesselbach zu Wilhelmsthal
- Hessenmühle zu Pressig
- Hinterloh zu Küps
- Hinterstöcken zu Kronach
- Hirschfeld zu Steinbach a.Wald
- Hof an der Steinach zu Mitwitz
- Höfles zu Kronach
- Hohenwart zu Weißenbrunn
- Holzhaus zu Weißenbrunn
- Horb an der Steinach zu Mitwitz
- Horlachen zu Kronach
- Hubertushöhe zu Steinwiesen
- Hühnerleithe zu Wilhelmsthal
- Hummenberg zu Küps
- Hummendorf zu Weißenbrunn
- Hüttenwustung zu Mitwitz

### J
- Johannisthal zu Küps
- Judengraben zu Kronach

### K
- Kachelmannsberg zu Küps
- Kaltbuch zu Weißenbrunn
- Kaltenbrunn zu Mitwitz
- Kämmerlein zu Wilhelmsthal
- Kathragrub zu Kronach
- Katzwich zu Ludwigsstadt
- Kehlbach zu Steinbach a.Wald
- Kestel zu Kronach
- Kleienmühle zu Kronach
- Kleintettau zu Tettau
- Kleinthiemitz zu Wallenfels
- Kleinvichtach zu Marktrodach
- Klingersmühle zu Steinwiesen
- Knellendorf zu Kronach
- Kochsmühle zu Steinwiesen
- Ködelberg zu Nordhalben
- Köhlersloh zu Küps
- Kohlmühle zu Steinbach a.Wald
- Kotschersgrund zu Wilhelmsthal
- Kremnitzmühle zu Teuschnitz
- Kreuzberg zu Marktrodach
- Kreuzmühle zu Marktrodach
- Krienesschneidmühle zu Küps
- Kronach
- Krötendorfswustung zu Mitwitz
- Krugsberg zu Kronach
- Kübelberg zu Steinwiesen
- Kugelmühle zu Wilhelmsthal
- Kuhberg zu Kronach
- Küps

### L
- Lahm zu Wilhelmsthal
- Langenau zu Tettau
- Lauenhain zu Ludwigsstadt
- Lauenstein zu Ludwigsstadt
- Leinenmühle zu Ludwigsstadt
- Leitsch zu Steinwiesen
- Leitschenstein zu Steinwiesen
- Lerchenhof zu Küps
- Letzenberg zu Kronach
- Letzenhof zu Kronach
- Leutendorf zu Mitwitz
- Lochleithen zu Mitwitz
- Löfflersmühle zu Steinwiesen
- Löhlein zu Küps
- Ludwigsland zu Wilhelmsthal
- Ludwigsstadt

### M
- Marienroth zu Pressig
- Mauthaus zu Nordhalben
- Mittelberg zu Marktrodach
- Mitwitz
- Mödlitz zu Schneckenlohe
- Mostholz zu Stockheim
- Mostrach zu Kronach

### N
- Nagel zu Küps
- Neubau zu Mitwitz
- Neubrand zu Schneckenlohe
- Neuenbach zu Wilhelmsthal
- Neuengrün zu Wallenfels
- Neuenreuth zu Weißenbrunn
- Neufang zu Steinwiesen
- Neukenroth zu Stockheim
- Neumühle zu Nordhalben
- Neumühle zu Wallenfels
- Neundorf zu Mitwitz
- Neuschneidmühle zu Marktrodach
- Neuses zu Kronach
- Neusesermühle zu Kronach
- Neutennig zu Weißenbrunn
- Nordhalben
- Nurn zu Steinwiesen

### O
- Oberberg zu Küps
- Obere Mühle zu Pressig
- Obergrümpelmühle zu Wilhelmsthal
- Oberlangenstadt zu Küps
- Oberneuhüttendorf zu Ludwigsstadt
- Oberrodach zu Marktrodach
- Oberrodacher Mühle zu Marktrodach
- Obertennig zu Weißenbrunn
- Oberwellesmühle zu Wallenfels
- Ottendorf zu Ludwigsstadt

### P
- Planersgut zu Kronach
- Plösenthal zu Weißenbrunn
- Poppenhof zu Kronach
- Posseck in Bayern zu Pressig
- Pressig

### R
- Rangen zu Weißenbrunn
- Rappoltengrün zu Teuschnitz
- Rauschenberg zu Teuschnitz
- Rauschenhof zu Teuschnitz
- Redwitzerhöh zu Wilhelmsthal
- Regberg zu Nordhalben
- Reichenbach
- Reinertshaus zu Küps
- Reitsch zu Stockheim
- Remitzhof zu Steinwiesen
- Remschlitz zu Wilhelmsthal
- Rennesberg zu Kronach
- Reuterwustung zu Mitwitz
- Reuth zu Weißenbrunn
- Rieblich zu Steinwiesen
- Rittersmühle zu Stockheim
- Rödern zu Küps
- Rosenberg zu Kronach
- Rosenhain zu Kronach
- Rosenhof zu Kronach
- Roßlach zu Wilhelmsthal
- Roßlach zu Wilhelmsthal
- Rotberg zu Mitwitz
- Rothenkirchen zu Pressig
- Rotschreuth zu Kronach
- Rottelsdorf zu Kronach
- Rüblesgrund zu Nordhalben
- Rucksgaße zu Weißenbrunn
- Rucksmühle zu Weißenbrunn
- Ruppen zu Kronach
- Rußmühle zu Kronach

### S
- Sachspfeife zu Weißenbrunn
- Sattelgrund zu Tettau
- Sattelgrund zu Tettau
- Sattelmühle zu Wilhelmsthal
- Schäferei zu Wilhelmsthal
- Schafhaus zu Küps
- Schafhof zu Küps
- Schafhut zu Wilhelmsthal
- Schauberg zu Tettau
- Schaufel zu Weißenbrunn
- Schaumbergswustung zu Mitwitz
- Schindelthal zu Wallenfels
- Schlegelshaid zu Steinwiesen
- Schleyreuth zu Weißenbrunn
- Schlottermühle zu Weißenbrunn
- Schmölz zu Küps
- Schmölz zu Wallenfels
- Schnabrichsmühle zu Steinwiesen
- Schnaid (hintere) zu Wallenfels
- Schnaid (mittlere) zu Wallenfels
- Schnaid (vordere) zu Wallenfels
- Schnappenhammer zu Wallenfels
- Schneckenlohe
- Schnitzerswustung zu Mitwitz
- Schwärzdorf zu Mitwitz
- Schwarzmühle zu Steinwiesen
- Seelabach zu Kronach
- Seelach zu Kronach
- Seibelsdorf zu Marktrodach
- Sorg zu Weißenbrunn
- Spitzberg zu Ludwigsstadt
- Springelhof zu Ludwigsstadt
- Staibra zu Kronach
- Steinach an der Steinach zu Mitwitz
- Steinbach an der Haide zu Ludwigsstadt
- Steinbach am Wald
- Steinbachermühle zu Steinbach a.Wald
- Steinbachsgrund zu Ludwigsstadt
- Steinbachsmühle zu Ludwigsstadt
- Steinberg zu Wilhelmsthal
- Steingraben zu Wilhelmsthal
- Steinwiesen
- Stengelshof zu Nordhalben
- Stockheim
- Stoffelsmühle zu Nordhalben
- Stressenberg zu Kronach
- Stressenleithe zu Kronach
- Stüben zu Kronach
- Stumpfenschneidmühle zu Wallenfels

### T
- Tauschendorf zu Kronach
- Teichmühle zu Steinwiesen
- Tempenberg zu Steinwiesen
- Tettau
- Teuschnitz
- Theisenort zu Küps
- Thiemitz zu Wallenfels
- Thomasmühle zu Nordhalben
- Thonberg zu Weißenbrunn
- Thünahof zu Ludwigsstadt
- Tiefenbach zu Wilhelmsthal
- Tiefenklein zu Küps
- Traindorf zu Stockheim
- Trebes zu Wilhelmsthal
- Trebesberg zu Wilhelmsthal
- Trebesgrund zu Kronach
- Tschirn
- Tüschnitz zu Küps

### U
- Unterberg zu Küps
- Unterbreitenloh zu Kronach
- Unterbreitenloh zu Kronach
- Untergrümpelmühle zu Wilhelmsthal
- Unterneuhüttendorf zu Ludwigsstadt
- Unterrodach zu Marktrodach
- Untertennig zu Weißenbrunn
- Unterwellesmühle zu Wallenfels

### V
- Veitenwustung zu Mitwitz
- Voglerei zu Wallenfels
- Vogtendorf zu Kronach
- Vogtsmühle zu Marktrodach
- Vonz zu Kronach
- Vorderstöcken zu Kronach

### W
- Wachholder zu Küps
- Waidmannsheil zu Ludwigsstadt
- Waldbuch zu Marktrodach
- Wallenfels
- Weides zu Küps
- Weißenbrunn
- Welitsch zu Pressig
- Wellesbach zu Wallenfels
- Wellesberg zu Wallenfels
- Wetthof zu Nordhalben
- Wichenmühle zu Marktrodach
- Wickendorf zu Teuschnitz
- Wiesenmühle zu Teuschnitz
- Wildberg zu Tettau
- Wildenberg zu Weißenbrunn
- Wilhelmsthal
- Windheim zu Steinbach a.Wald
- Winterleithen zu Wilhelmsthal
- Wöhrleinschneidmühle zu Marktrodach
- Wolfenhof zu Teuschnitz
- Wolfersdorf zu Stockheim
- Wolfersgrün (Wallenfels) zu Wallenfels
- Wolfsberg zu Mitwitz
- Wötzelsdorf zu Kronach
- Wurbach zu Marktrodach
- Wüstbuch zu Kronach
- Wustung zu Weißenbrunn

### Z
- Zeyern zu Marktrodach
- Ziegelerden zu Kronach
- Ziegelhütte zu Ludwigsstadt
- Zigeunerschneidmühle zu Marktrodach
- Zollscheer zu Kronach
- Zollschneidmühle zu Kronach

| ↑ Zurück zum Inhaltsverzeichnis |